# Договір Всесвітньої організації інтелектуальної власності про авторське право
Договір Всесвітньої організації інтелектуальної власності про авторське право (англ. World Intellectual Property Organization Copyright Treaty) — це міжнародний договір у галузі авторського права, що був укладений поміж членами Всесвітньої організації інтелектуальної власности 20 грудня 1996 року; також відомий як Договір Всесвітньої організації інтелектуальної власності про авторське право, прийнятий Дипломатичною конференцією 20 грудня 1996 року та положення Бернської конвенції (1971 р.), на які містяться посилання у Договорі. Він забезпечує додатковий захист авторських прав, що вважається необхідним для галузей, пов'язаних із монопольним володінням знаннями, з оглядом на прогрес у сфері інформаційних технологій із часу попередніх міжнародних договорів та угод про авторське право (широко відомий також як «Договір ВОІВ в галузі Інтернету»). 
Договір був досить сильно розкритикований, у тому числі за те, що він занадто «загального характеру» та намагається підвести усіх своїх членів під одну «мірку», хоча усі вони мають вельми різний ступінь економічного та наукового розвитку.
Цей договір гарантує, що комп'ютерні програми отримують захист як літературні твори, а також що впорядкування та селекція матеріалів у базах даних також отримують правовий захист.
Також за договором автору надається контроль за використанням та поширенням його твору, котрого він не мав за Бернською конвенцією як такою. 
Договір забороняє обхід технічних засобів захисту твору та неправомірну підміну (підроблення) інформації про авторство, що міститься у творі.